# Buchkamm
Der Buchkamm, fälschlich auch Buchkamp oder Bruchkamm, ist ein 951 m ü. NHN hoher bewaldeter Bergrücken südlich von Oberwildenthal im westlichen sächsischen Erzgebirge. Er erstreckt sich von Südwest nach Nordost unweit der tschechischen Grenze. Am Fuß des Buchkammes führte bei der Nassen Brücke die frühere Reichsstraße 93 von Leipzig über den Hirschenstander Pass nach Karlsbad vorbei, die heute nur noch als Forststraße und Radweg (Karlsroute) genutzt wird. Dort stand bis in die 1990er Jahre auch ein königlich-sächsischer Meilenstein. Südöstlich des Buchkammes verläuft der Butterweg; ein früherer Schmugglerpfad, über den Butter und andere Waren zwischen Böhmen und Sachsen geschmuggelt wurden. Er wird heute als Wanderweg genutzt.
Die Große Bockau entspringt unweit südlich des Buchkamms an der tschechischen Grenze.
1839 war am Buchkamm die Grube „Pfingstfest“ in Betrieb.